# 才間河内守
才間 河内守/信綱（さいま かわちのかみ/のぶつな）は、戦国時代の武将。甲斐武田氏の家臣。

## 略歴
出自、本拠ともども不詳である。武田晴信に仕え、『勝山記』によれば天文17年（1548年）に上田原の戦いの際に従軍した。しかし、村上義清の猛攻により甘利虎泰、初鹿根伝右衛門らと共に討死した。